# Radovan Richta

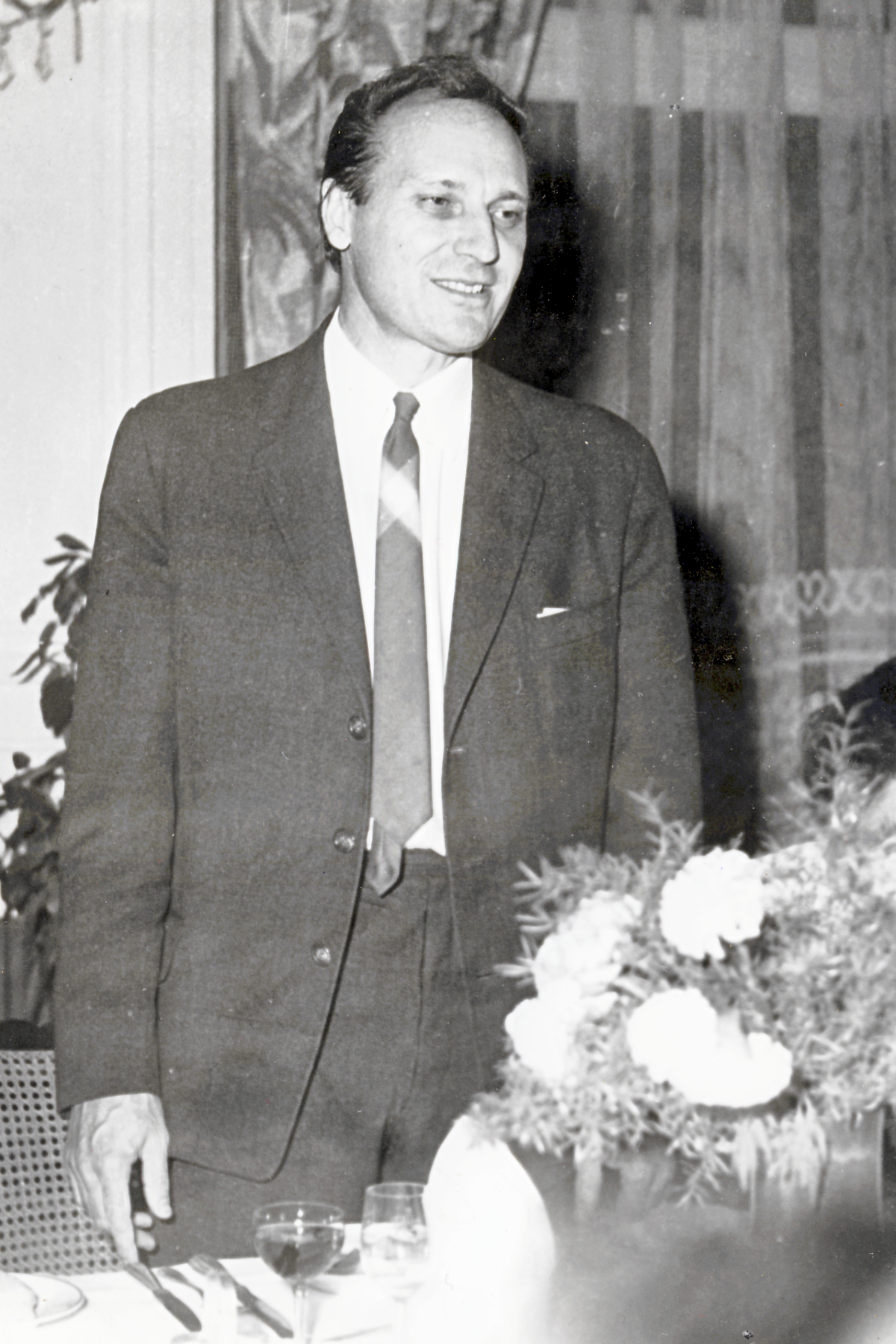
Radovan Richta

Radovan Richta (* 6. Juni 1924 in Prag, Tschechoslowakei; † 21. Juli 1983 ebenda) war ein marxistisch orientierter tschechoslowakischer Soziologe und Philosoph. Er prägte wesentlich den Begriff „Wissenschaftlich-technische Revolution“ und setzte sich mit der damit verbundenen Problematik der Substitution der physischen Arbeit durch die geistige Arbeit unter den Bedingungen des Sozialismus auseinander. Mit seinem Projekt „Civilizace na rozcestí“ (Zivilisation am Scheideweg, der auch als „Richta-Report“) bekannt wurde, schuf er eine ökonomische, technologische sowie soziologische Prognose der künftigen Entwicklung in Richtung einer Informationsgesellschaft mit allen gesellschaftlichen und menschlichen Aspekten. Die Ergebnisse des Autorenkollektivs Richta fanden ihren Niederschlag unter anderem in der Vorstellung des „Sozialismus mit menschlichem Antlitz“ (Socialismus s lidskou tváří), die eine zentrale Rolle im Prozess des Prager Frühlings in der Tschechoslowakei von 1968 spielte.
In der Zeit der Besetzung der Tschechoslowakei durch das Nationalsozialistische Deutsche Reich schloss sich Richta dem Widerstand an, wurde verhaftet und im Prager Gefängnis Pankrác sowie in der Kleinen Festung Theresienstadt, seinerzeit Gefängnis der Gestapo, interniert. Er war Mitglied der Kommunistischen Partei der Tschechoslowakei und 1968 bis 1971 Mitglied des Zentralkomitees der KPTsch.

## Leben
Radovan Richta legte sein Abitur 1943 während der Zeit des Protektorats Böhmen und Mähren ab und arbeitete danach als Hilfskraft in der Flugzeugfabrik Avia. Zu dieser Zeit schloss er sich dem tschechoslowakischen Widerstand an und nahm, zusammen mit seinem Freund Karel Hiršl, an der Arbeit der illegalen Widerstandsgruppe Předvoj teil. Im Oktober 1944 wurde er verhaftet und im Prager Gefängnis Pankrác und danach in der Kleinen Festung Theresienstadt interniert. In Theresienstadt erkrankte Richta an Typhus und mehreren Lungenerkrankungen sowie Tbc; sein Immunsystem wurde gestört. Sein Leben verdankte er offenbar einer Gruppe des Schweizerischen Roten Kreuzes, der die Leitung des Konzentrationslagers als „Beweis des guten Willens“ erlaubte, einige schwerkranke Häftlinge mit in die Schweiz zur Genesung zu nehmen.
Von 1945 bis 1950 studierte Richta an der Prager Karls-Universität Naturwissenschaften und später auch Philosophie; den Doktorgrad erreichte er 1953. Als Parteimitglied der KPTsch arbeitete er in deren Presseorganen. Ab 1954 war er wissenschaftlicher Mitarbeiter am Philosophischen Institut (Filozofický ústav ČSAV) der Tschechoslowakischen Akademie der Wissenschaften, wo er zum philosophischen und soziologischen System des Staatspräsidenten T. G. Masaryk forschte sowie zu Fragen des Marxistischen Humanismus. Von 1960 bis 1964 musste er in einem Tbc-Sanatorium behandelt werden. Anschließend konnte er seine Arbeit an der Akademie der Wissenschaften wieder aufnehmen, allerdings mit einer Erwerbsminderung um 50 Prozent. Wissenschaftlich wandte er sich nun dem Thema Wissenschaftlich-technische Revolution im Sozialismus zu und wirkte als Redakteur von Fachzeitschriften. Ab 1967 war er Korrespondierendes Mitglied der Tschechoslowakischen Akademie der Wissenschaften (ab 1972 ein ordentliches Mitglied). Durch die Teilnahme an zahlreichen Wissenschaftlichen Konferenzen wurde er auch international bekannt. 1970 nahm er als Leiter der Tschechoslowakischen Delegation am Soziologische Weltkongress in Warna teil, ferner besuchte er u. a. die Konferenzen in Moskau und Toronto. Von 1970 bis zu seinem Tod 1983 war er Direktor des Instituts für Philosophie und Soziologie der Tschechoslowakischen Akademie der Wissenschaften (ÚFS ČSAV).

## Theoretische Arbeit
In seinem ersten Werk, Člověk a technika v revoluci našich dnů (Der Mensch und die Technik in der Revolution unserer Tage) von 1963, stellte Richta seine Technologie-Konzeption und in Grundzügen die Konzeption der wissenschaftlich-technischen Revolution vor. Das Buch diente später als Grundlage für sein Hauptwerk Civilizace na rozcestí (Zivilisation am Scheideweg) von 1966 und verdiente sich dafür, dass der Begriff und die Problematik der Technologie zu einem zentralen Thema des tschechischen marxistischen philosophischen Denkens der 1960er Jahre wurde.
Richta beteiligte sich maßgebend an der Erarbeitung der parteioffiziellen Dokumente des Prager Frühlings, unter anderem des Aktionsprogramms. In diesem Zusammenhang erkannte er das Vorhandensein der Entfremdung auch in den sogenannten sozialistischen Staaten Osteuropas und stellte sich gegen die bis dahin postulierte Unterordnung des Individuums unter das Kollektiv. Richta leitete in dieser Zeit ein interdisziplinäres Team für die Fragen der wissenschaftlich-technischen Revolution und gehörte zusammen mit den Teams von Ota Šik (Fragen der ökonomischen Reform), Pavel Machonin (Fragen der sozialen Struktur) und Zdeněk Mlynář (Fragen der Reform des politischen Systems) zu den wichtigsten theoretischen Vorbereitern des Prager Frühlings. Insgesamt werden jedoch seine Lösungsvorschläge für die gesellschaftliche Umgestaltung als nicht so radikal wie beispielsweise die von Machonin bewertet.

### Richta-Report
Die Geschichte der tschechoslowakischen Soziologie beeinflusste Richta besonders infolge eines Beschlusses des ZK der KPTsch, in dem er beauftragt wurde, einen Bericht für den XIII. Parteitag (1966) zu den Fragen der wissenschaftlich technischen Revolution zu erstellen. Richta wurde zum Leiter eines interdisziplinären Wissenschaftlerteams für die Forschung der gesellschaftlichen und menschlichen Zusammenhänge der wissenschaftlich-technischen Revolution. Dieser Bericht, an dem ein Kollektiv von 61 Autoren arbeitete, erschien im gleichen Jahr unter dem Titel Civilizace na rozcestí (Zivilisation am Scheideweg), in Deutschland bekannt auch als „Richta-Report“, und wird als Richtas bedeutendstes Werk betrachtet.
Richta richtete in diesem Werk sein Augenmerk der Problematik der Ersetzung der physischen Arbeit durch die geistige und versuchte damit eine technologische und soziologische Prognose der weiteren Entwicklung zu entwerfen, das heißt, den Konsequenzen der wissenschaftlich-technischen Revolution.

## Kritik
Richtas theoretischem Werk wird häufig Technologiegläubigkeit vorgeworfen: im Gegensatz zu dem späteren Bericht des Club of Rome spielte bei Richta beispielsweise der Gedanke, die Naturressourcen könnten irgendwann endlich sein (was dann die Grenzen des Wachstums wie bei Donella Meadows impliziert), keine Rolle. Dennoch ist sich die Mehrheit der Fachwelt einig, dass Richtas Prognosen und Einschätzungen für die damalige Zeit und unter Berücksichtigung der Umstände bei der Entstehung wegweisend waren und sein Report wird als Vorläufer des späteren Berichtes des Club of Rome bezeichnet.
Eine andere Kritik betraf Richtas politischen Weg. Auf der einen Seite formulierte und repräsentierte er wichtige wissenschaftliche Theorien in den 1960er Jahren und verhalf bei der Etablierung einiger Wissenschaftsdisziplinen. Nach der Unterdrückung des Prager Frühlings 1968 und während der folgenden sogenannten Normalisierung war er auch aktiv an der Negierung dieser Erfolge beteiligt: anders als Pavel Machonin, der nach 1968 zu den ersten Opfern der Säuberungen wurde, arrangierte sich Richta mit dem System und konnte seine Karriere fortsetzen, was ihm nach 1989 vorgehalten wurde: „Es war ein menschliches Versagen dieser Persönlichkeiten“, beurteilt der Soziologe und Historiker Milan Petrusek die Rolle von Richta und anderen.

## Veröffentlichungen
Hauptwerk
- Radovan Richta (et al.): Civilizace na rozcestí. Společenské a lidské souvislosti vědeckotechnické revoluce, Svoboda, Prag 1966, 236 Seiten, keine ISBN; online auf: sds.cz/...
- Radovan Richta (et al.): Zivilisation am Scheideweg. Soziale und menschliche Zusammenhänge der wissenschaftlich-technischen Revolution (Richta-Report), Prag 1968 (2. Auflage), 203 Seiten, Übersetzung: Gustav Solar; Reprint: Verlag an der Basis (Freiburg); Auflage: 1 (1968); zahlreiche andere Übersetzungen

andere Veröffentlichungen (Auswahl)
- Radovan Richta: Česká otázka a Masarykova kosmopolitní filosofie, Prag 1953
- Radovan Richta: Vědecko-technická revoluce a socialismus, Svoboda, Prag 1971 (zusammen mit Jindřich Filipec)
- Radovan Richta: Člověk – věda – technika. K marxisticko-leninské analýze VTR, Svoboda, Prag 1974 (Co-Autor)